# Tabijat Dżazira
Tabijat Dżazira – wieś w Syrii, w muhafazie Dajr az-Zaur. W 2004 roku liczyła 2801 mieszkańców.